# Sandro Cohen
Sandro Cohen (Newark, Nueva Jersey; 27 de septiembre de 1953 – Ciudad de México; 5 de noviembre de 2020) fue un poeta, narrador, ensayista, traductor, editor y profesor universitario estadounidense naturalizado mexicano en 1982.

## Biografía
Como poeta formó parte de la Generación de los 50 (junto con Vicente Quirarte, Héctor Carreto, Víctor Manuel Mendiola, Jorge Valdés Díaz-Vélez, Ricardo Castillo, Alberto Blanco y Jorge Esquinca, entre otros). Como editor, lanzó la Generación del Crack en 1996, como parte de una revitalización del sello editorial Nueva Imagen, dentro de la empresa Grupo Patria Cultural. Dos años antes, como director editorial de Editorial Planeta México, buscó revitalizar Joaquín Mortiz, el sello literario por excelencia de ese grupo. Como ensayista exploró una temática muy diversa en decenas de revistas literarias y suplementos culturales (Nexos, Vuelta, Casa Abierta al Tiempo, Laberinto de Milenio Diario, Sábado de UnoMásUno y La Jornada, entre otros. También escribió prolíficamente acerca de la relación entre el ser humano y las nuevas tecnologías (Personal Computing México, PC Semanal, Information Week México,  Computer Reseller News, entre otras publicaciones especializadas en tecnología). Fue profesor titular de tiempo completo en la Universidad Autónoma Metropolitana, unidad Azcapotzalco. Fue maestro en Letras Hispánicas por Rutgers University (Nueva Jersey, EE. UU.) y terminó sus estudios de doctorado en la Universidad Nacional Autónoma de México, en la Ciudad de México.
Llegó a la Ciudad de México en 1973 cuando estudiaba su tercer año de licenciatura en Rutgers University. En junio de 1974 volvió a Estados Unidos, se tituló en 1975 (con una tesis sobre El realismo mágico en la obra de Tomás Mojarro) y empezó a estudiar la maestría en Letras Hispánicas. En 1976 aceptó un puesto como profesor de español para extranjeros en CALE (Centro de Artes y Lenguas) en Cuernavaca, Morelos, donde conoció a su primera esposa, Claudia Acevedo, con quien se casó en agosto de ese año. En noviembre se trasladaron a Nueva Jersey donde Cohen adquirió el grado maestro en Letras Hispánicas con la tesis La perspectiva de la historia en Jorge Luis Borges (enero de 1978). De regreso a la Ciudad de México, en marzo de 1978 empezó a trabajar en El Colegio de México como asistente del director de Publicaciones, Alberto Dallal. En enero de 1980 empezó a impartir clases de Redacción en la UAM-Azcapotzalco. En noviembre de 1982 adquirió la nacionalidad mexicana. Tiempo después se divorció, y volvió a casarse, con Josefina Estrada, en 1984. Con Acevedo tuvo una hija (Yliana Victoria), y otra con Estrada (Leonora Celia, media hermana de Nathanael Gibrán Pérez Estrada, criado también dentro de la familia de Cohen). 
Además de su trabajo como profesor de Humanidades en la UAM, durante varios años fue tutor de los becarios del Instituto Nacional de Bellas Artes (INBA) y de los Creadores Jóvenes del Consejo Nacional para la Cultura y las Artes (Conaculta). En 1999 fundó Editorial Colibrí, donde publicó más de 100 títulos de literatura mexicana y latinoamericana. En esta labor editorial destaca la colección As de Oros de Poesía donde figuran obras de Rubén Bonifaz Nuño, Alí Chumacero, Juan Bañuelos, Francisco Hernández, Francisco Cervantes, Adriana Díaz Enciso, Vicente Quirarte, Jorge Valdés Díaz-Vélez, Blanca Luz Pulido, Lucía Rivadeneyra, Eduardo Langagne y Gaspar Aguilera, entre muchos otros. Cofundó la revista de crítica literaria Sin embargo (con Vicente Quirarte, Víctor Díaz Arciniega, Alberto Paredes y Carlos Oliva), y fundó la revista literaria Vaso Comunicante con el patrocinio de la Universidad Autónoma Benito Juárez del estado de Oaxaca. Fue cofundador de la Asociación de Editoriales Mexicanas Independientes (AEMI).
En octubre de 2020 fue hospitalizado con diagnóstico de COVID-19.
Falleció por complicaciones derivadas de COVID-19 el 5 de noviembre de 2020, luego de haber permanecido internado en el Centro Médico ABC de la Ciudad de México. Tenía sesenta y siete años.

### Apreciación literaria
En su ensayo titulado “Las reglas de la emoción”, el crítico literario Armando González Torres escribió sobre la obra poética de Sandro Cohen: “A lo largo de su obra, estas constantes temáticas se despliegan con diversos énfasis y matices. De noble origen desdichado (La Máquina Eléctrica, 1979) es un libro de verso ágil y, al mismo tiempo, denso, cargado de alusiones y significados (en la poesía de Sandro Cohen no hay una presencia confesional, pero si cultural y lírica de la fe y la cosmovisión judía). Se trata de una visión sombría del origen del hombre, del absurdo destino de la muerte que, sin embargo, busca dotar de dignidad y sentido a su desdicha. En este libro la reflexión sobre el destino humano se alterna con referencias históricas a la patria adoptiva, recreaciones de los mitos antiguos y modernos, homenajes literarios a autores dilectos, como Walt Whitman, y estampas urbanas. A pesar del Imperio (UNAM, 1980) está formado por una serie de poemas de contenido erotismo, que se alejan de las formas estrictas, se relajan y se permiten expresar emociones. A veces este erotismo tiene una sorda violencia y está cargado de hermetismo; en otras ocasiones es una celebración más diáfana del amor carnal. Esta vena erótica es perfeccionada en Los cuerpos de la furia (Katún, 1983), que engloba su anterior plaquette, Autobiografía del infiel (Oasis, 1982). Los cuerpos… es una cátedra formal y un espacio donde se conjuga el poder rítmico, hipnótico y hasta afrodisiaco del endecasílabo en una delicada sinfonía erótica. Línea de fuego (Caballo Verde-INBA, 1989), por su parte, es un libro donde los tintes y alusiones autobiográficas son más nítidas: entrañable pero contenido; emotivo pero de gran ceñimiento formal, este volumen es un homenaje (y un ajuste de cuentas) al padre y al paisaje nativo, con momentos conmovedores como el poema al progenitor soldando sobre un yunque. Igualmente, el libro contiene un erotismo menos desbordado, pero más exacto y plástico, una perspectiva más espiritual del encuentro y la exploración de los cuerpos.  Finalmente, Corredor nocturno (1995) es un libro de madurez que parte de la vivencia del corredor, ese deportista que, en su periplo nocturno, adquiere un peculiar desarreglo de los sentidos, una forma particular de embriaguez, propiciadora de una distinta perspectiva del mundo. La pista es la vida y la muerte y a lo largo de su recorrido el corredor nocturno escucha voces terroríficas, avista trazos fantasmales, paisajes oníricos, aunque tiene el refugio del hogar donde lo espera un cuerpo cálido en la semipenumbra de la vigilia y el sueño. Se trata de un poemario absolutamente original y estimulante que retoma, desde una asimilación más personal, el conjunto de tópicos que habían parecido anteriormente en su obra; un poema largo con unidad de tema y forma, ambición y personalidad que, para mi gusto, es el más fuerte sprint poético en la carrera de este escritor.

#### Sobre la escritura y el idioma español
Apreciación como teórico y maestro de la escritura y del idioma español en general
En enero de 1980 empezó a impartir en la Universidad Autónoma Metropolitana, plantel Azcapotzalco, cursos de Redacción, Metodología de la Lectura e Investigación Documental. Esto lo encaminó a la elaboración del texto Redacción sin dolor, cuya primera edición apareció en 1994. 
Posteriormente han aparecido el Cuaderno de ejercicios prácticos de Redacción sin dolor (2000), Guía esencial para aprender a redactar (2011), Guía esencial para resolver dudas de uso y estilo (2011), Los 101 errores más comunes del español (2013), todos estos publicados por Editorial Planeta, y Textos y pretextos: guía de gramática y estilo para escribir bien (2014), publicado por Pearson Educación de México. Este último es un libro de texto para alumnos de preparatoria.
Fue miembro del Consejo Técnico del examen Exprese impartido por el Centro Nacional de Evaluación para la Educación Superior (CENEVAL), y del Comité de Selección de la Comisión México-Estados Unidos para el Intercambio Educativo y Cultural (COMEXUS).
Combinó su investigación acerca de la escritura y la cátedra universitaria con la impartición de cursos y talleres de creación literaria para el público en general.

## Obra literaria

### Poesía
- De noble origen desdichado (La Máquina Eléctrica, 1979)
- A pesar del Imperio (Universidad Nacional Autónoma de México, 1980)
- Autobiografía del infiel (Los Libros del Fakir, 1982)
- Los cuerpos de la Furia (Katún, 1983)
- Línea de fuego (Caballo Verde-INBA, 1989)
- Corredor nocturno (Universidad Autónoma Metropolitana, 1993)
- Desde el principio. Poesía reunida (Jitanjáfora Morelia Editorial, 2007)
- Tan fácil de amar (Parentalia, 2010)
- Quintaesencia. Poemas: Antología personal (Coordinación de Humanidades UNAM, 2016)
- Flor de piel (El Errante Editor, 2017)

### Novela
- Lejos del paraíso (Sansores y Aljure, 1997)
- Los hermanos Pastor en la Corte de Moctezuma  (Colibrí, 2003).

### Cuento y crónica
- Pena capital. Crónicas urbanas (Cuadernos de Malinalco, 1991).
- De cómo los mexicanos conquistaron Nueva York (Secretaría de Cultura del estado de Puebla-Colibrí, 2002)
- Ahora que lo pienso (Ediciones del Ermitaño-Minimalia Erótica, 2008)
- Por la carne también. Cuentos eróticos (Ediciones del Ermitaño-Minimalia, 2009)

### Antologías
- Palabra Nueva. Dos décadas de poesía en México (Premià, 1981)
- Elías Nandino. Antología poética 1924-1982 (Domés, 1983)
- El asidero en la zozobra. Antología poética de Guillermo Fernández (Departamento de Bellas Artes del Gobierno de Jalisco, 1983)
- Apuntes cervantinos mexicanos (Instituto Nacional de Bellas Artes, 1988)
- Bonifaz Nuño para jóvenes (Instituto Nacional de Bellas Artes, 1989)
- Amiga a la que amo. Antología de poesía amorosa de Rubén Bonifaz Nuño (Colibrí, 2004)
- Guillermo Fernández. L’ombre de l’aube, sans étoile. La sombra del amanecer, sin estrella (Écrits des Forges Poésie, 2005; traducción de Dominique Soucy)
- Rubén Bonifaz Nuño. Luz que regresa. Antología (Visor, 2007)

### Traducciones
- Quetzalcóatl, José López Portillo et al., Estudios Beatriz Trueblood, 1978
- Louis Falco, Alberto Dallal y Rafael Doniz, Arte y Libros, 1979
- Antología de la antología de Spoon River, Edgar Lee Masters. UNAM, 1980
- Carlos Mérida en sus 90 años, Carlos Mérida et al. Cartón y Papel de México, 1981
- Escenas de América: De Bry Grabadores, Fráncfort del Meno, 1601, texto de Miguel  Ángel Fernández, Cartón y Papel de México, 1981
- Poesía norteamericana contemporánea. Suplementos especiales de Casa del Tiempo,  números 9 y 10, 1981
- Un poema para Willie Best. Imamu Amiri Baraka (Le Roi  Jones). Universidad Autónoma Metropolitana, 1981
- Para comprender el judaísmo. Eugene B. Borowitz. La  Semana Publicaciones Ltda, Jerusalén, 1987
- En busca de decisión. Samuel Schmidt. Universidad Autónoma de Ciudad Juárez.
- Polvo de imágenes, Germán Venegas.  Museo de Arte Moderno, 1992
- Terra incógnita, Gerardo Azcúnaga et al.. Museo de Arte Moderno, 1992
- José Castro Leñero: la imagen encontrada, Alberto Blanco. Museo de Arte Moderno,  1992
- Encuentros de la historia del arte en el arte contemporáneo mexicano, Gilberto Aceves Navarro et al. Museo de Arte Moderno, 1992
- Un arte intermporal de Federico Silva, Rubén Bonifaz Nuño et al. Secretaría de  Relaciones Exteriores, 1993
- De desaburrimiento, Eduardo Cárdenas Fonseca. Museo de Arte Moderno, 1993
- Diego Rivera. Art & Revolution, Instituto Nacional de Bellas Artes – Landucci Editores, México, 1999
- In Search of Decision. Samuel Schmidt. Universidad Autónoma de Ciudad Juárez, 2000.

### Manuales prácticos
- Zen del ciclista urbano  (Editorial Planeta, 2014).